# Tim (by)
 Denne artikel omhandler byen Tim. Opslagsordet har også en anden betydning, se Tim.
Tim er en lille by i Vestjylland med 850 indbyggere  (2024), beliggende i Tim Sogn 9 kilometer syd for Ulfborg og ca. 14 kilometer nord for Ringkøbing. Byen ligger i Ringkøbing-Skjern Kommune og hører til Region Midtjylland.
I byen finder man Tim Hallen hvor den lokale idrætsforening Tim Gymnastik- og Idrætsforening bl.a. holder til. Knap 4 kilometer mod vest ligger Tim Kirkeby med Tim Kirke.

## Historie
Omkring århundredeskiftet blev byen beskrevet således: "Tim Stationsby med Lægebolig, Afholdshjem, Købmandshdlr., Haandværkere m. m., Gæstgivergaard, Markedsplads (Marked i Nov.), Jærnbane- og Telegrafst. samt Postekspedition."
Tim stationsby havde 291 indbyggere i 1911 og 307 i 1916.
I mellemkrigstiden forsatte stationsbyen sin udvikling: i 1921 havde byen 284 indbyggere, 364 i 1925, 375 i 1930, 386 i 1935, 418 i 1940.
Ifølge folketællingen 1930 levede Tim Stationsbys 375 indbyggere af disse erhverv: 63 af landbrug, 113 af industri, 70 af handel, 48 af transport, 17 af immateriel virksomhed, 26 af husgerning, 87 var ude af erhverv og 1 havde ikke givet oplysninger.
Efter 2. verdenskrig fortsatte byen sin udvikling: i 1945 havde den 383 indbyggere, i 1950 413, i 1955 435, i 1960 456 indbyggere og i 1965 520 indbyggere.